# Aufhausen
Aufhausen è una frazione tedesca del comune di Erding, abitata da circa 1 754 abitanti e situata nel land della Baviera.

## Posizione
Il villaggio si trova a circa 4,5 chilometri a sud di Erding. È attraversato dalla strada statale 2082.
La fermata di Aufhausen, della linea S2 della S-Bahn di Monaco di Baviera, si trova 500 metri a nord-est, nella vicina frazione di Bergham.

## Storia
Fino al 1978 la città apparteneva al comune di Altenerding, che venne accorpato a Erding nell'ambito della riforma amministrativa della Baviera. La popolazione è cambiata solo leggermente da 198 nel 1987 a 263 nel 2007 e poi a 259 nel 2013 e 261 nel 2017.

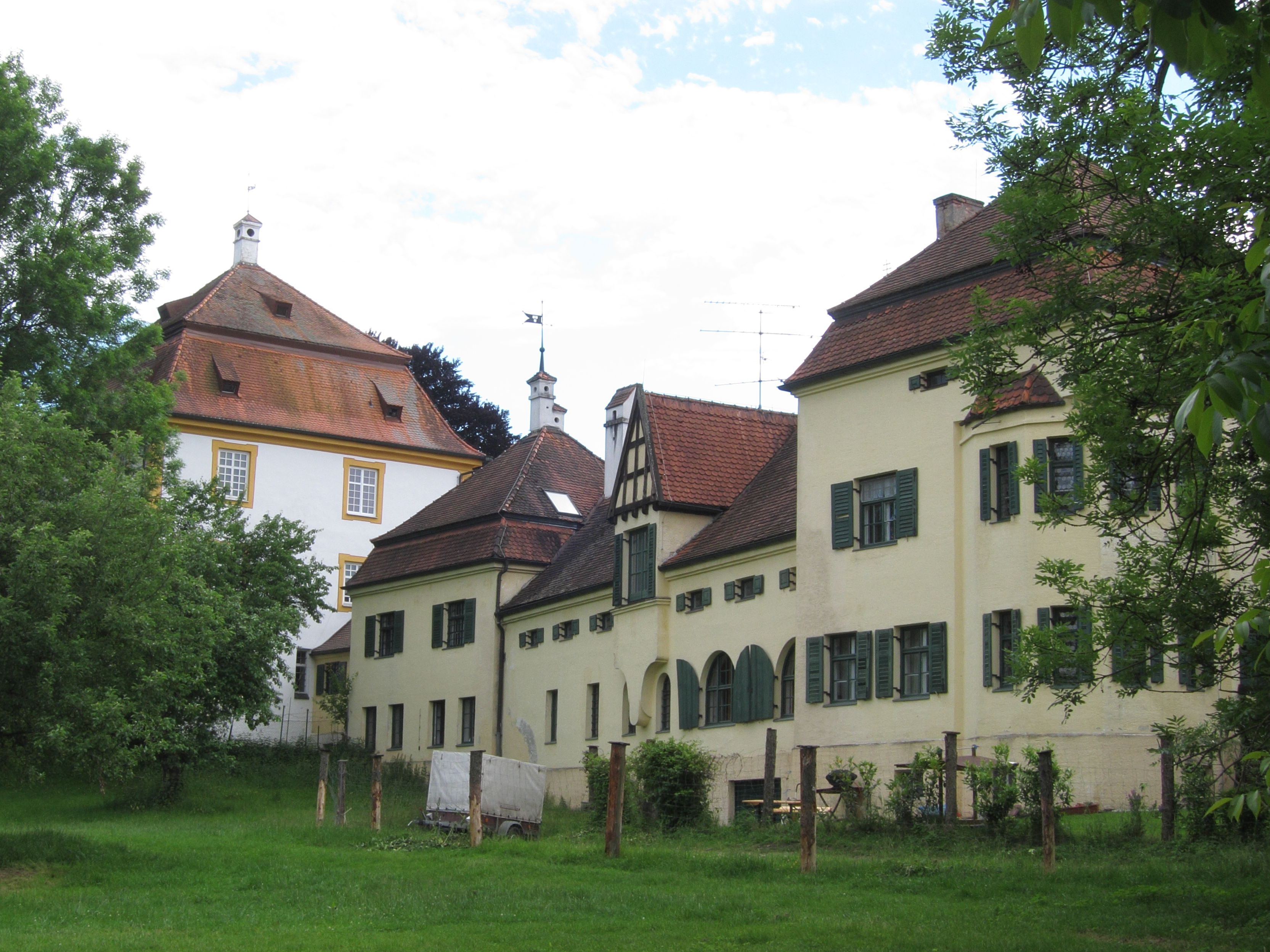
Il castello di Aufhausen.

## Punti d'interesse
Nella città si trova il castello di Aufhausen.